# Mannschaftskapitän (Cricket)
Der Mannschaftskapitän im Cricket spielt eine zentrale Rolle in einer Cricket-Mannschaft. Anders als in anderen Sportarten werden Befugnisse, die häufig dem Trainer einer Mannschaft zustehen, oft weitgehend vom Kapitän übernommen. Die zentralen Aufgaben werden dabei durch die Laws of Cricket definiert. Dabei hat der Kapitän generell die Verantwortung für seine Mannschaft und ist in fast allen Belangen des Spiels die Ansprechperson für die Umpires.

## Aufgaben nach den Laws of Cricket
Die Mannschaftskapitäne in einem Cricket Spiel tragen die hauptsächliche Verantwortung für die Einhaltung des Fair Plays während eines Spieles und müssen sicherstellen, dass ihre Mannschaft sowohl den Geist des Spieles als auch dessen Regeln einhält. Sollten Spieler diese verletzen, beispielsweise durch offenes Zeigen eines Dissents mit der Schiedsrichterentscheidung, ist der Umpire gehalten, den Kapitän der betreffenden Mannschaft um Abhilfe zu bitten. Des Weiteren sind dem Mannschaftskapitän durch die Regeln zahlreiche Aufgaben übertragen, für die er die konkrete Verantwortung hat.

### Vor dem Spiel
Es obliegt dem Kapitän einer Mannschaft, die Mannschaftsaufstellung seines Teams vor dem Spiel schriftlich mitzuteilen. Wenn die gegnerische Mannschaft nachträglich das Team umbesetzen möchte, muss der gegnerische Kapitän zustimmen. Des Weiteren haben die Kapitäne vor dem Spiel zusammen mit den Umpires die Spielzeiten, die Bälle und Feldmarkierungen festzulegen. Auch vertreten sie ihre Mannschaft beim Münzwurf.

### Ballwechsel und Rollen des Pitches
Der Kapitän einer Mannschaft obliegt es, beim Start eines neuen Innings oder nach einer festgelegten Anzahl von Overs einen neuen Ball bei den Schiedsrichtern zu beantragen. Auch hat der Kapitän der Schlagmannschaft das Recht, das Rollen des Pitches vor dem Start des Innings oder eines neuen Tages zu verlangen. Im Falle der Verfügbarkeit von mehreren Rollern darf er auch entscheiden, welcher dazu verwendet wird.

### Deklaration und Follow-On
Sollte eine Mannschaft ein Innings vorzeitig beenden wollen oder gar nicht erst beginnen lassen, so obliegt es dem Kapitän, diese Entscheidung zu treffen und gegebenenfalls den Zeitpunkt zu wählen. Gleiches gilt für die Entscheidung, bei einem genügend großen Vorsprung nach dem ersten Innings als Schlagmannschaft das Follow-On zu verlangen. Falls die Schiedsrichter der Meinung sind, dass ein oder mehrere Spieler einer Mannschaft Aktionen durchführen, die einer Spielverweigerung gleichkommt, haben die Umpires sich an den betreffenden Kapitän der entsprechenden Mannschaft zu wenden. Sollte dieser diese Aktionen fortführen lassen, können die Schiedsrichter das Spiel beenden und für den Gegner werten.

### Einsprüche
Während jeder Feldspieler, wenn er der Meinung ist, einen Vorgang zu beobachten, der den Schlagmann ausscheiden lässt, an die Schiedsrichter appellieren darf, diese Entscheidung auch zu treffen, darf der Kapitän einen Appeal mit der Zustimmung des Umpires wieder zurücknehmen. Dies kann dann von Bedeutung sein, wenn der Kapitän der Meinung ist, dass das Ausscheiden unfair herbeigeführt wurde.

### Verantwortung
Der Kapitän trägt für die Mannschaft die Verantwortung. Im Falle eines Fehlverhaltens von Spielern seiner Mannschaft kann er daher auch dafür bestraft werden. Ein üblicher Fall tritt ein, wenn die Mannschaft zu langsam bowlt und daher nicht eine vorgegebene Anzahl von Overn in einer gegebenen Zeitspanne spielt. In diesem Fall ist es üblich den Kapitän der entsprechenden Mannschaft zu bestrafen, was im internationalen Cricket zu Geld- und in Wiederholungsfällen zu Spielstrafen führen kann.

## Anpassung der Regeln für den Internationalen Spielbetrieb
Der ICC gibt dem Kapitän in einigen Fällen noch mehr Möglichkeiten Aufgaben im Spiel wahrzunehmen. So entscheidet bei der Wahl eines neuen Balles nicht der Schiedsrichter darüber welcher Ball nun verwendet wird, sondern präsentiert dem Kapitän der bowlenden Mannschaft eine Auswahl von Bällen, aus denen dieser auswählen kann. Im Falle des Kapitäns der Feldmannschaft trifft er auch die Entscheidung, ob nach einer Aktion das Decision Review System eingesetzt wird, wenn es für das Spiel zur Verfügung steht.

## Weitere Aufgaben
Abseits der Regeln werden dem Kapitän häufig auch weitere Aufgaben zugeteilt. Internationale Teams haben heute zumeist Trainer, die anders als früher auch weitgehend ins Spiel eingreifen. Selektoren wählen dabei im Fall von Auswahlmannschaften die Mannschaft aus und stellen einen Kader zusammen. In einigen Fällen trifft dann der Kapitän die letzte Entscheidung, wer im konkreten Spiel antritt und an welcher Position welcher Spieler eingesetzt wird. Auf dem Feld teilt er dabei die Spieler auf ihre Feldpositionen ein und bestimmt, welcher Bowler das aktuelle Over übernehmen soll. Er ist dabei auch für die konkrete taktische Entscheidungen verantwortlich.

## Vertretung
Die Regeln erlauben es einen Vertreter (Vize-Kapitän) zu bestimmen, der im Falle der Abwesenheit des Kapitäns seine Aufgaben wahrnimmt.